# Kuno Hahn

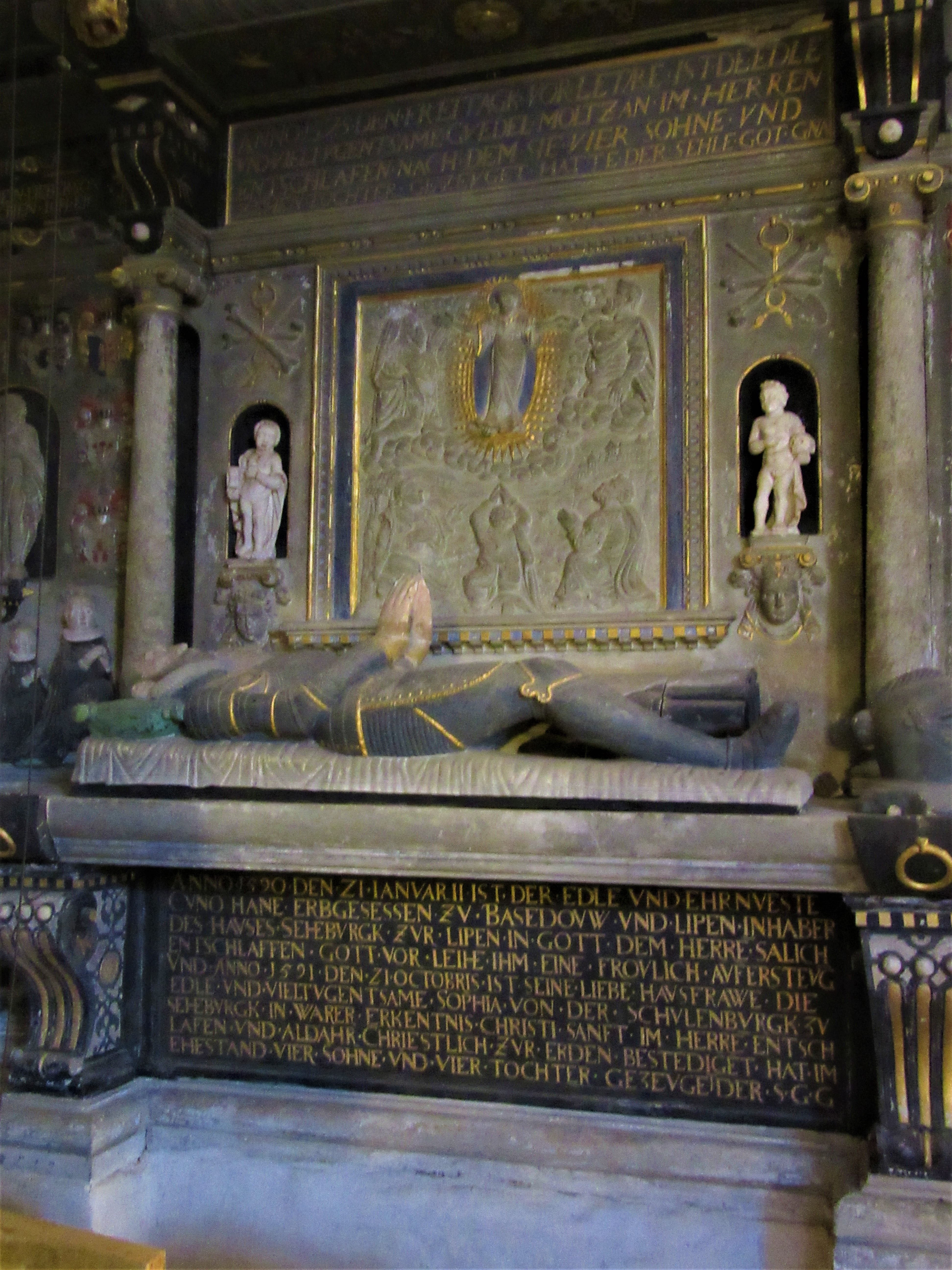
Kuno Hahn, Grabmonument in der Kirche Basedow

Kuno (von) Hahn, auch Cuno, Kone (* 21. Oktober 1525 in Basedow; † 21. Januar 1590 in Liepen (Gielow)) war ein mecklenburgischer Gutsbesitzer, Landrat und Finanzier.

## Leben

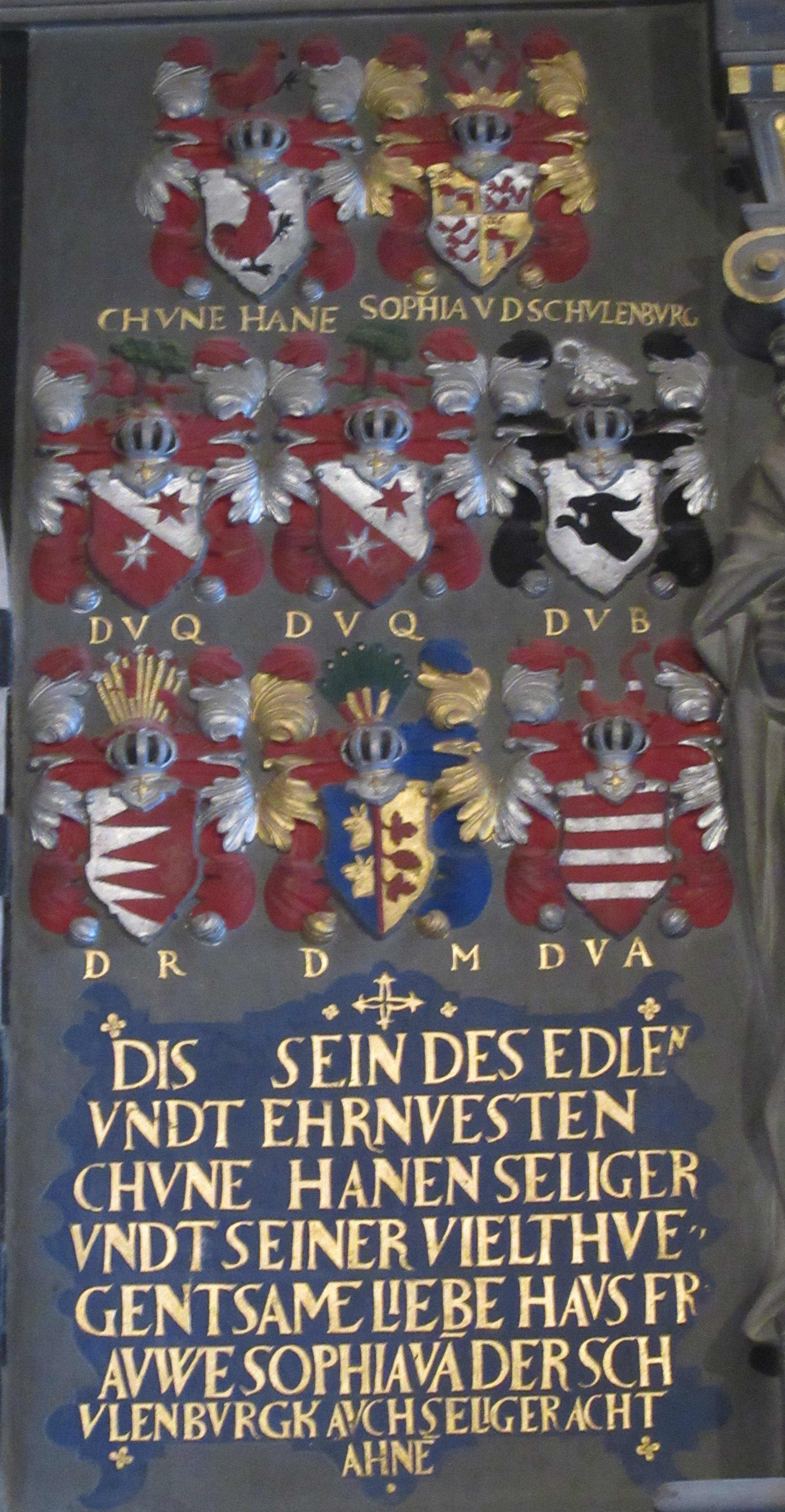
Kuno Hahns Ahnenprobe am Altar der Kirche Basedow

Kuno Hahn entstammte dem mecklenburgischen Uradelsgeschlecht (von) Hahn (Nr. 260 der Geschlechtszählung). Er war der ältere Sohn von Lutke/Ludolf (IV.) Hahn auf Basedow und Müggenburg und dessen Frau Mette, geb. von Quitzow. Sein Vater war noch nicht alt, als er 1540 starb. Er hinterließ seine beiden unmündigen Söhne Kuno und Paris unter der Vormundschaft seiner Witwe. Am 3. Mai 1546 treten Ludolfs Söhne zuerst selbständig auf, als Friedrich Hahn seinen Vettern Kuno und Paris Hahn auf Basedow und Müggenburg 15 Gulden Pacht ans seinem Erbe verschrieb. 1548 teilten Kuno und Paris ihre ererbten Lehngüter. Kuno Hahn nahm seinen Wohnsitz auf Basedow, Paris auf Liepen. Paris starb 1565, sein gleichnamiger Sohn 1587, so dass auch dieser Erbteil Kuno zufiel.
Durch umfangreiche Land- und Geldgeschäfte wurde Kuno Hahn ein ungewöhnlich angesehener Mann; ungewöhnlich reich, thatkräftig und einsichtsvoll. 1566 war er in der Lage, Kaiser Maximilian die bedeutende Summe von 70.000 Talern zu leihen.
Am 25. März 1572 ernannten die Herzöge von Mecklenburg Johann Albrecht I. und Ulrich Kuno Hahn zum mecklenburgischen Landrat. Als solcher bereitete er den Landtag zu Sternberg mit vor, auf dem die Herzöge im Juli 1572 die Sternberger Reversalen, auch Sternberger Assekuration, eine Verpflichtungserklärung (Revers) gegenüber den Landständen des Herzogtums abgaben. Sie markierten den Abschluss der Reformation in Mecklenburg und stärkten die Macht der Landstände gegenüber den Landesfürsten.

## Erwerb von Seeburg

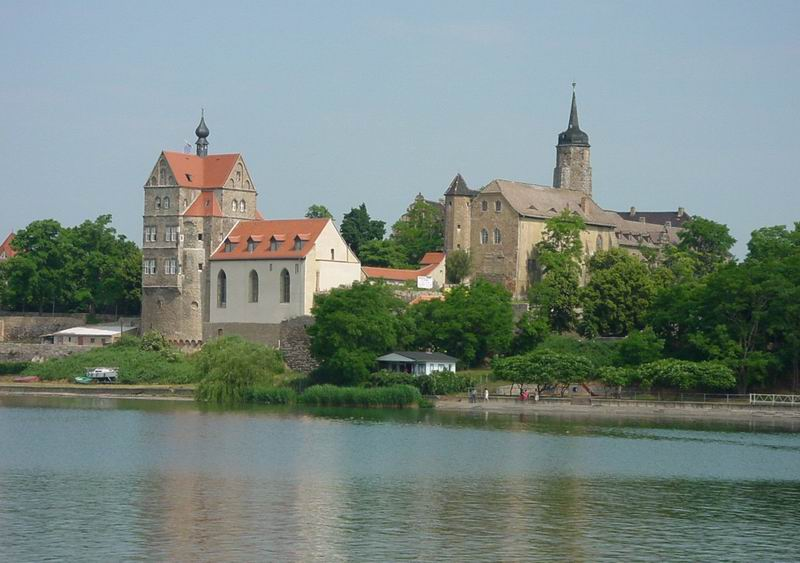
Schloss Seeburg (2005)

Die wichtigste Investition im Leben Kuno Hahns war die Erwerbung von Schloss und Herrschaft Seeburg (Mansfelder Land) im Jahr 1574. Zur Herrschaft bzw. dem Amt Seeburg gehörten neben Seeburg und Markt-Beesenstädt (heute Beesenstedt) 13 Dörfer.
Graf Christoph II. von Mansfeld (* 11. September 1520; † 29. August 1591 in Dresden) aus der Linie Mansfeld-Mittelort hatte sich im Bergbau verspekuliert und war wie der Rest seiner Familie hoch verschuldet. Seit 1570 standen alle Mansfelder Besitzungen unter Zwangsverwaltung. Er verkaufte Seeburg, das bereits an seine Schuldner verpfändet war, an Kuno Hahn für 115.250 Taler, mit einem Wiederkaufsrecht auf 3 Jahre. Am 27. Mai 1574 überließ der Graf, mit Vorwissen und Einwilligung des Administrators und Domkapitels von Magdeburg, als seiner Lehnsherrschaft, unter Zustimmung seines älteren Sohnes und der Vormundschaft seines jüngeren Sohnes, für sich und seine Erben und Lehnsnachfolger, dem Kuno Hahn auf Basedow und Müggenburg und dessen Erben das Schloss und Amt Seeburg. Graf Christoph nahm seinen Wohnsitz auf Burg Schraplau und ließ sie ab 1574 ausbauen, weshalb die Linie Mansfeld-Mittelort auch als Schraplauische Linie bezeichnet wird.
Trotz anfänglichen kaiserlichen Widerstands, da Christoph von Mansfeld zu diesem Zeitpunkt der Reichsacht unterlag, kam der Kauf zustande. Kuno Hahn nahm am 18. Mai 1575 in Beisein der erzbischöflich-magdeburgischen Räte Schloss und Amt Seeburg in Besitz. Damit der Kauf möglich wurde, musste er allerdings seine pommerschen Güter wie Müggenburg sowie Pinnow in Mecklenburg veräußern.

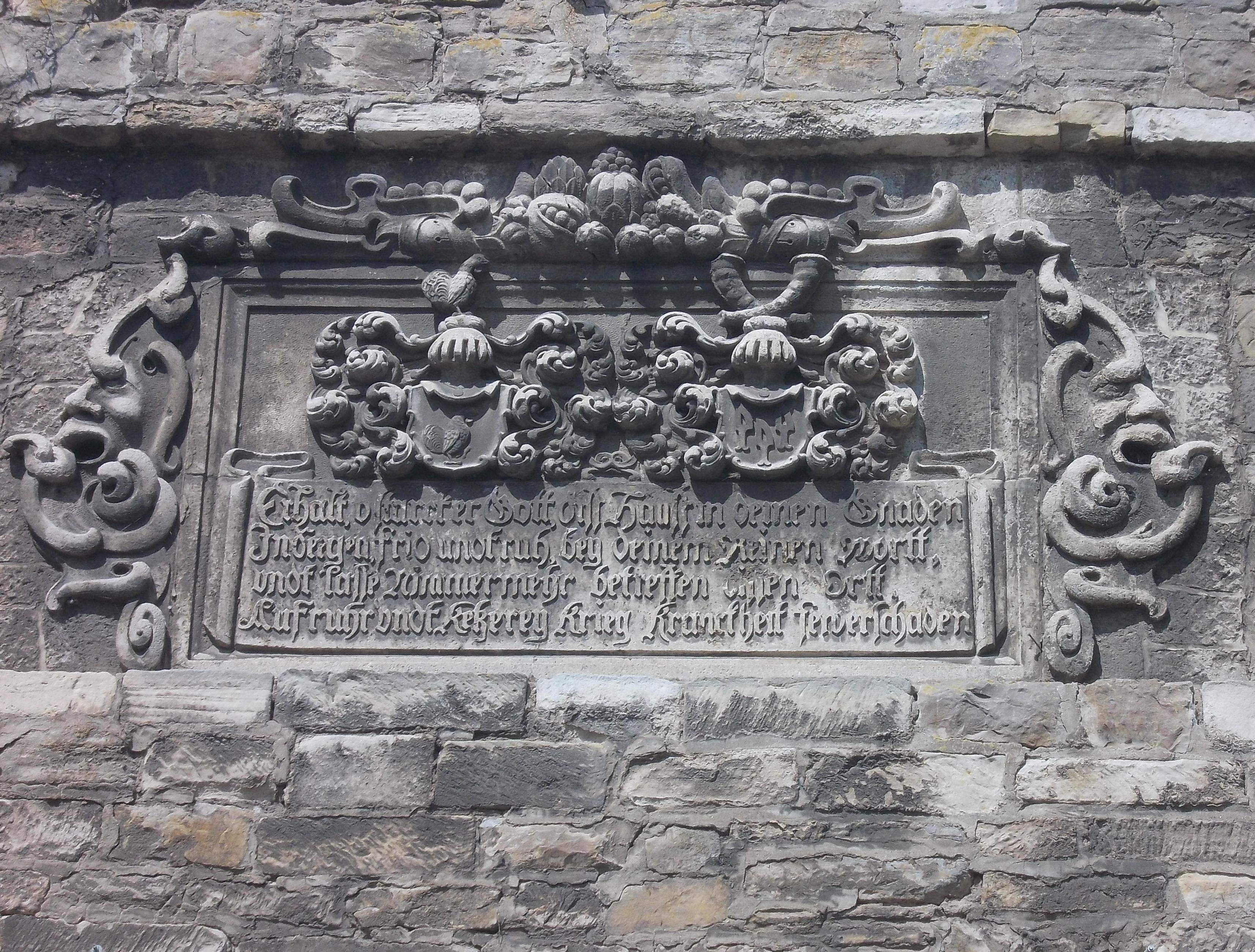
Inschrifttafel auf Schloss Seeburg mit den Wappen von Kuno Hahn und seiner zweiten Ehefrau Sophia, geb. Schulenburg

Er lebte nun hauptsächlich auf Schloss Seeburg, kam aber regelmäßig nach Basedow. Seine Nachkommen lebten 200 Jahre auf Seeburg. Nach 1780 kam es durch Anna Hedwig Hahn, verheiratete von Geusau, der letzten des Hauses Seeburg-Remplin, an die Familie von Geusau.
Die Herrschaft über Seeburg blieb nicht ohne Probleme und führte zu insgesamt vier langwierigen Prozessen.
Die Grafen von Mansfeld lösten ihr Wiederkaufsrecht nicht in der vorgesehenen Zeit ein. Sie wollten es aber später geltend machen, woraus sich der erste Prozess entwickelte, der sich ab 1602 für über 100 Jahre durch die Instanzen zog und in dem zu Gunsten der Hahnschen Eben entschieden wurde.
Der zweite und der dritte Prozess betrafen mit Seeburg zusammenhängende Schuldverschreibungen. Anna Freyberger, Witwe des Christoph von Neuhöfer, hatte von ihrem Großvater mehrere Schuldforderungen in Höhe von 80.000 ungarischen Goldgulden geerbt und diese 1543 zur Einforderung dem jüdischen Finanzagenten Michael von Dornburg († 1549) übertragen. Dieser konnte dem Vertrag nicht nachkommen, was zu mehreren Klagen der Anna Freyberger gegen Dornburg und dessen Erben führte. 1563 klagte sie beim Kaiser, namentlich gegen Graf Christoph von Mansfeld, der ihr 25.000 Goldgulden schuldig sein sollte, und dann gegen dessen Gläubiger unter Einschluss von Kuno Hahn als Pfandbesitzer von Seeburg. Der Streit ruhte 20 Jahre, von 1583 bis 1603. 1603 trat Hans Caspar von Ponnikau mit dem Vorgeben auf, die Forderung sei ihm cedirt, und klagte auf Exekution gegen Seeburg. Die streitenden Parteien starben, doch die Erben setzten die Klage fort. In den Kriegsjahren des Dreißigjährigen Krieges ruhte der Streit wieder 20 Jahre, von 1630 bis 1652. Da trat der ehemalige bayerische General-Quartiermeister Georg Friedrich vom Holtz zu Niederholz als Erbe des Ponnikau auf und erhob erneut Klage. Die Sache zog sich sehr lange hin. Erst 1733 erhielten die Nachkommen Kunos von Hahn ein für sie positives Urteil. Bei einer weiteren Auseinandersetzung über einen nicht zurückgezahlten Kredit des Michael von Dornburg an den Grafen Gebhard von Mansfeld über 12.605 Gulden dauerten die Prozesse gar bis 1754. Erst dann erhielten die Hahn ein definitives, günstiges Urteil gegen die Erben der Schuldverschreibung, die Familien Gugel und von Coburg.
Den vierten und letzten Prozess führten die Mecklenburger männlichen indirekten Nachkommen von Kuno Hahn gegen die Familie von Geusau, um zu verhindern, dass Seeburg an diese kam. Diesen letzten Prozess verloren sie 1783.

## Testament und Stiftungen
Am 2. Dezember 1585 machte Kuno Hahn sein Testament. Darin stiftete er ein Armenhaus in Seeburg, in dem sechs arme Leute unterhalten werden sollten. Er bestimmte, dass seine Söhne Erben seiner Güter zu gleichen Teilen, auch von Seeburg, sein sollten. Seine zu diesem Zeitpunkt lebenden sieben Töchter sollten durch Geld abgefunden werden.
Zusammen mit seinen Cousins Werner († 1593) und Joachim († 1589) sowie Werners Sohn Hans († 1633) stiftete er den Renaissance-Altar der Kirche zu Basedow, der erst nach seinem Tod 1592 fertiggestellt wurde.
Am 20. September 1589 verschrieb er seiner zweiten Frau Sophia, geb. von der Schulenburg zum Leibgedinge seinen Hof zu Remplin mit Pertinenzien und verschiedenen Einkünften.
Kuno Hahn starb während eines Aufenthalts in Mecklenburg. Er wurde in der Kirche zu Basedow begraben, wo sein Grabstein sowie ein Epitaph für ihn und seine beiden Ehefrauen an ihn erinnern.

## Familie und Nachkommen
In erster Ehe heiratete Kuno Hahn Gödel, geb. von Maltzahn, eine Tochter des Georg von Maltzahn auf Penzlin. Sie starb am 11. März 1575. In zweiter Ehe heiratete er 1576 Sophie, geb. von der Schulenburg (* 9. Januar 1551; † 21. Oktober 1591 in Seeburg), die Tochter des kurfürstlich brandenburgischen Hauptmanns Levin von der Schulenburg auf Beetzendorf und Apenburg.
Kuno Hahn hatte von seiner ersten Frau 4 Söhne und 10 Töchter und von der zweiten Frau 4 Söhne und 4 Töchter, im Ganzen also 22 Kinder.
Die ersten zwei Söhne Lüdeke (V., Nr. 264 der Geschlechtszählung) und Georg (I., Nr. 265) starben wohl im Kindesalter. Der nächste Sohn und mögliche Erbe Georg (II., Nr. 266) starb im Alter von 23 Jahren an Tuberkulose.
Der nächstälteste lebende Sohn, Kuno Paris (* 20. Oktober 1558, Nr. 267), wurde im Alter von 20 Jahren am 21. August 1578 im Nonnental bei Unterrißdorf durch einen Knecht des widerrechtlich in die Seeburger Jagd eingedrungenen Obristen Ernst von Mandelsloh erschossen. Ebenso starb sein erstes Kind aus zweiter Ehe Kuno Georg Paris (Nr. 278) am 9. Juli 1580 im Alter von eineinhalb Jahren eines gewaltsamen Todes. Nach einer Bemerkung auf dem von dem Geheimen Rat Christian Friedrich Hahn († 1701) aufgestellten Stammbaum ist er „durch Fahrlässigkeit seiner Ammen“ ertrunken, der Tradition nach in einer Braupfanne. Beide haben ein gemeinsames Epitaph in der Fleckenkirche St. Nicolai in Seeburg.
So überlebten den Vater nur die drei jüngsten Söhne aus zweiter Ehe und 7 Töchter. Die drei Söhne Levin Ludwig (1579–1635, Nr. 279), Werner (1583–1634, Nr. 280) und Claus (Nr. 281), von denen Claus jung starb, waren beim Tod ihres Vaters noch minderjährig. Levin Ludwig und Werner setzten das Geschlecht fort.

## Monumente

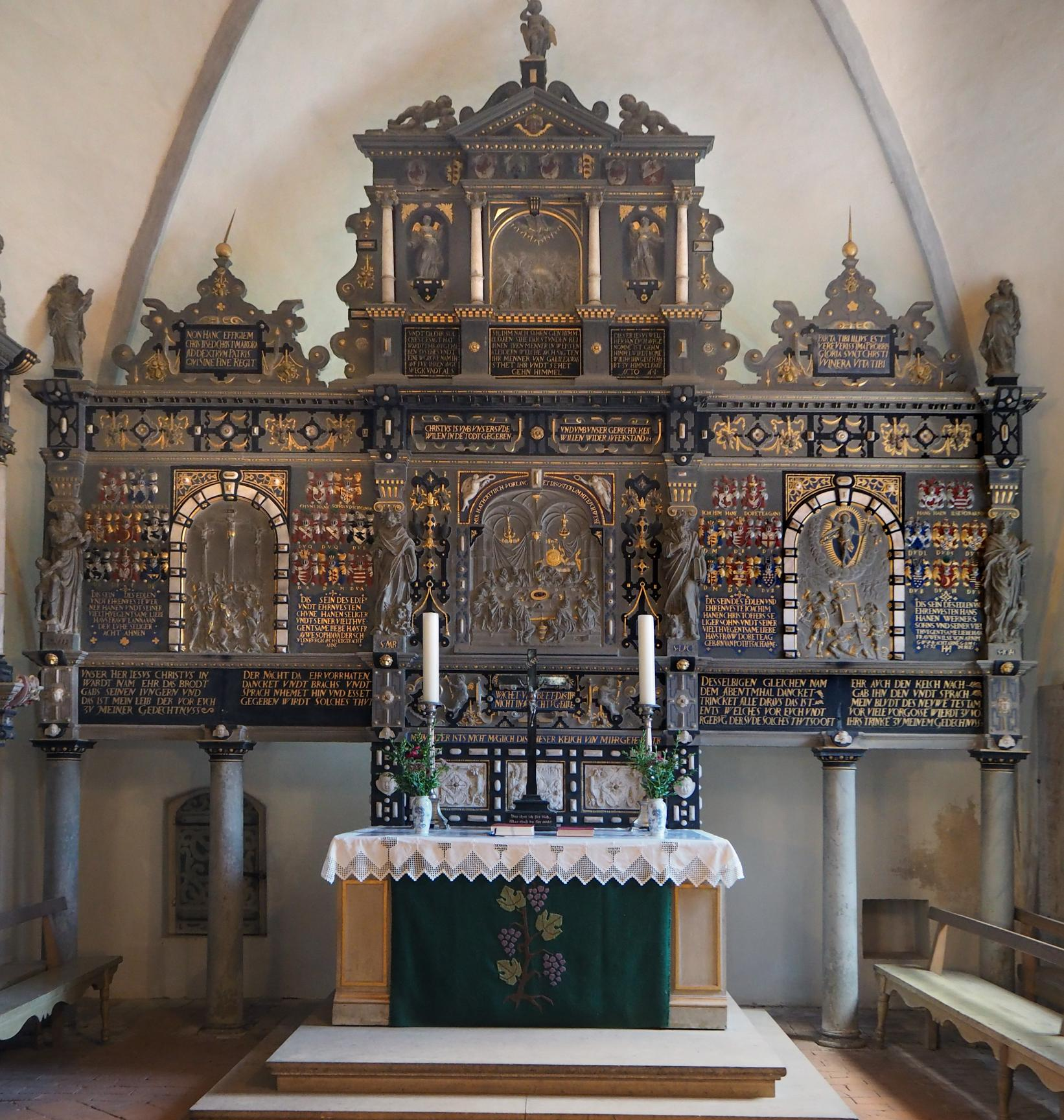
Altar der Kirche in Basedow

- Epitaph für Georg Hahn, St. Gotthardt (Brandenburg an der Havel) (um 1575)
- Doppelepitaph für Kuno Paris und Kuno Georg Paris Hahn, Fleckenkirche St. Nicolai in Seeburg (Mansfelder Land)
- Altar der Kirche Basedow (Mecklenburg) (1592)[8]
- Epitaph und Grabstein, Kirche Basedow

### Zu den Prozessen um Seeburg
- Delineatio Der Ponickauischen Juden-Schuldt Und dero Nichtigkeit : In Sachen Hanen Contra Ponickau. Welche sonst Ponickau contra Magdeburg intituliret ; Worinnen nebenst erzehlung des Facti vor dißmahl nur zwey Quaestiones … kürtzlich erörtert werden. 1. Daß diese Sache anjetzo nicht vor daß Löbliche Käyserliche CammerGerichte; Sondern vor das Iudicium Revisorium gehöre. 2. Daß wegen solcher Judenschuldt … die Execution, wider die Hanen in Seeburg … mit Recht nicht vollstrecket werden könne. 1653 (Digitalisat)
- Examen Derer vermeinten Grunde, so zu Behauptung des Cammer-Gerichts Jurisdiction in Sachen Ponigkau contra Magdeburg, nunc Holtz contra Hahnen, angeführet werden, 1695 (Digitalisat)
- Justitia Et Authoritas Caesarea Vindicata, Sive Acten-mäßige Deduction, Daß Die in Sachen Ponigkau Contra Magdeburg Nunc Holtz und Welden Contra Hahn Zu Seeburg, Unter den nechsten dreyen Römischen Käysern ergangene siebenzehen Decreta, Rescripta, und Mandata rechtmässig, und, wo nicht quoad Inhibitiones ad Cameram Imp. dannoch quoad Inhibitiones und Mandata an Magdeburg und die Ponigkauische angegebene Erben zu erneuern …, 1700 (Digitalisat)
- Vera & Dilucida Facti Species Ex Actis Cameræ Imperialis, Berolinensibus & Hallensibus desumta, Cum quæstionibus aliquot Jn Sachen Gugelischer und Coburgischer Erben Contra Hahn zu Seeburg. 1702
- Vorläuffige kurtze In Jure & Facto gegründete Information, In Sachen Manßfeld Contra Hahn. In puncto præt. revocat. das Amt Seeburg. [S.l.], [ca. 1709] (Digitalisat)
- Wiederkauffs-Contract zwischen Christoph zu Mannßfeld und Cuno Hahn über das Schloß und Amt Seeburg am 27. Maji 1574 geschlossen: nebst denen theils in der Königlichen Magdeburgischen Regierung mit denen Originalien collationirten und vidimirten Hohen Landes-Herrlichen Consensen und übrigen hierzu gehörigen Documentis…, 1711
- Acten- und Geschichtmäßige, Auch in Jure wohl gegründete Deduction Jn Sachen Manßfeld Contra Hahn. [S.l.] 1712 (Digitalisat)
- Iudicatum Caesareum Conditionale de 10. Decembr. 1700, Nunc Adimplita Conditione Purificatum, Sive Acten-mässige Repraesentatio Veri Praesentis Status, Et Exceptionum Reorum De Hahn … in Sachen Schlichting hernach Ponickau contra Magdeburg, nunc Holz- und Welden contra Hahn zu Seeburg …, 1728 (Digitalisat)
- Appendix actis conformis zu der Anno 1728 ans Licht gegebenen Hahnischen Repraesentation sive Vindiciae, 1729 (Digitalisat)
- Vollständige Ausführung des den Herren Gebrüdern von Hahn auf das Schloß und Amt Seeburg zustehenden Erbfolgerechtes. Frankfurt und Leipzig 1781